# Ichneumon imperialis
Ichneumon imperialis är en stekelart som beskrevs av Gmelin 1790. Ichneumon imperialis ingår i släktet Ichneumon och familjen brokparasitsteklar. Inga underarter finns listade i Catalogue of Life.